# Gary Riley
Gary Riley (Saint Louis, 19 novembre 1963) è un attore statunitense.

## Biografia
Ha iniziato a recitare nel 1984 ed è noto per aver interpretato Charlie Hogan nel film Stand by Me - Ricordo di un'estate del 1986. Ha continuato a recitare fino al 1996, per poi dedicarsi alla figlia, nata nel 1992.